# San Nicolò di Comelico
San Nicolò di Comelico település Olaszországban, Veneto régióban, Belluno megyében. Lakosainak száma 389 fő (2023. január 1.). San Nicolò di Comelico Comelico Superiore, Danta di Cadore, San Pietro di Cadore, Santo Stefano di Cadore, Kartitsch és Obertilliach községekkel határos.

## Népesség
A település lakossága az elmúlt években az alábbi módon változott:
| Lakosok száma | 395  | 390  | 389  |
|               | 2017 | 2018 | 2023 |